# Epinotia exquisitana
Epinotia exquisitana es una especie de polilla del género Epinotia, categorizada en la tribu Eucosmini, de la subfamilia Olethreutinae.

## Distribución
Se distribuye por Europa: en Rusia, en el Krai de Primorie.

## Taxonomía
Fue descrita por Christoph en 1882.
Tratamiento taxonómico
La especie aparece registrada y publicada en Bulletin de la Société impériale des naturalistes de Moscou 56(4) (1881): 428.